# Pirka (Gemeinde Seiersberg-Pirka)
Pirka ist eine ehemalige Gemeinde mit 3882 Einwohnern (Stand: 1. Jänner 2023) südwestlich von Graz im Bezirk Graz-Umgebung des Bundeslandes Steiermark.
Seit 1. Jänner 2015 ist sie im Rahmen der steiermärkischen Gemeindestrukturreform mit der Gemeinde Seiersberg zusammengeschlossen, die neue Gemeinde trägt den Namen Seiersberg-Pirka.

## Geografie

### Geografische Lage
Pirka liegt in der Weststeiermark, am nördlichen Ende des Kaiserwaldes, circa fünf Kilometer südwestlich der Landeshauptstadt Graz im Grazer Becken. Ein beliebtes Naherholungsgebiet ist der Windorfer Teich nahe der gleichnamigen Ortschaft.

### Gemeindegliederung
Das ehemalige Gemeindegebiet umfasst folgende fünf Ortschaften (in Klammern Einwohnerzahl Stand 1. Jänner 2024):
- Bischofegg (103)
- Neupirka (188)
- Neuwindorf (363)
- Pirka (2491)
- Windorf (785)

Die Gemeinde bestand aus der einzigen Katastralgemeinde Pirka-Eggenberg.

### Nachbargemeinden bis Ende 2014
| Seiersberg          | Seiersberg                                  | Seiersberg           |
| Haselsdorf-Tobelbad | Kompassrose, die auf Nachbargemeinden zeigt | Feldkirchen bei Graz |
| Haselsdorf-Tobelbad | Unterpremstätten                            | Unterpremstätten     |

## Geschichte

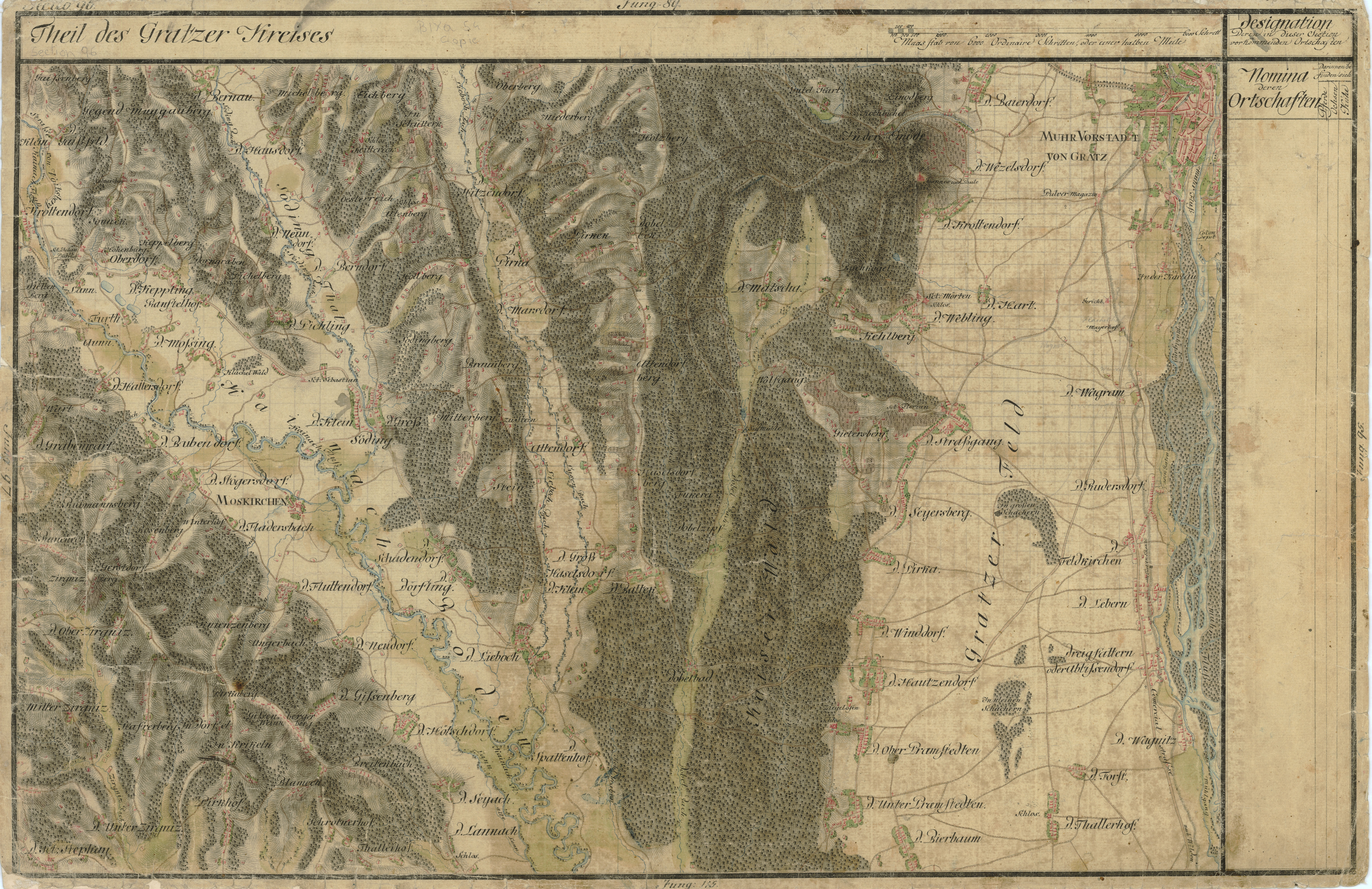
Das Gebiet von Pirka in der Josephinischen Landesaufnahme, um 1790

Die Ortsteile Pirka und Windorf wurden 1265 zum ersten Mal als „Pircha“ und „Windendorf“ urkundlich erwähnt. 1865 wurde die Gemeinde Pirka gegründet. Zu dieser Zeit gehörten Pirka, Windorf und Bischofegg dem Erzbischof von Salzburg.

## Kultur und Sehenswürdigkeiten

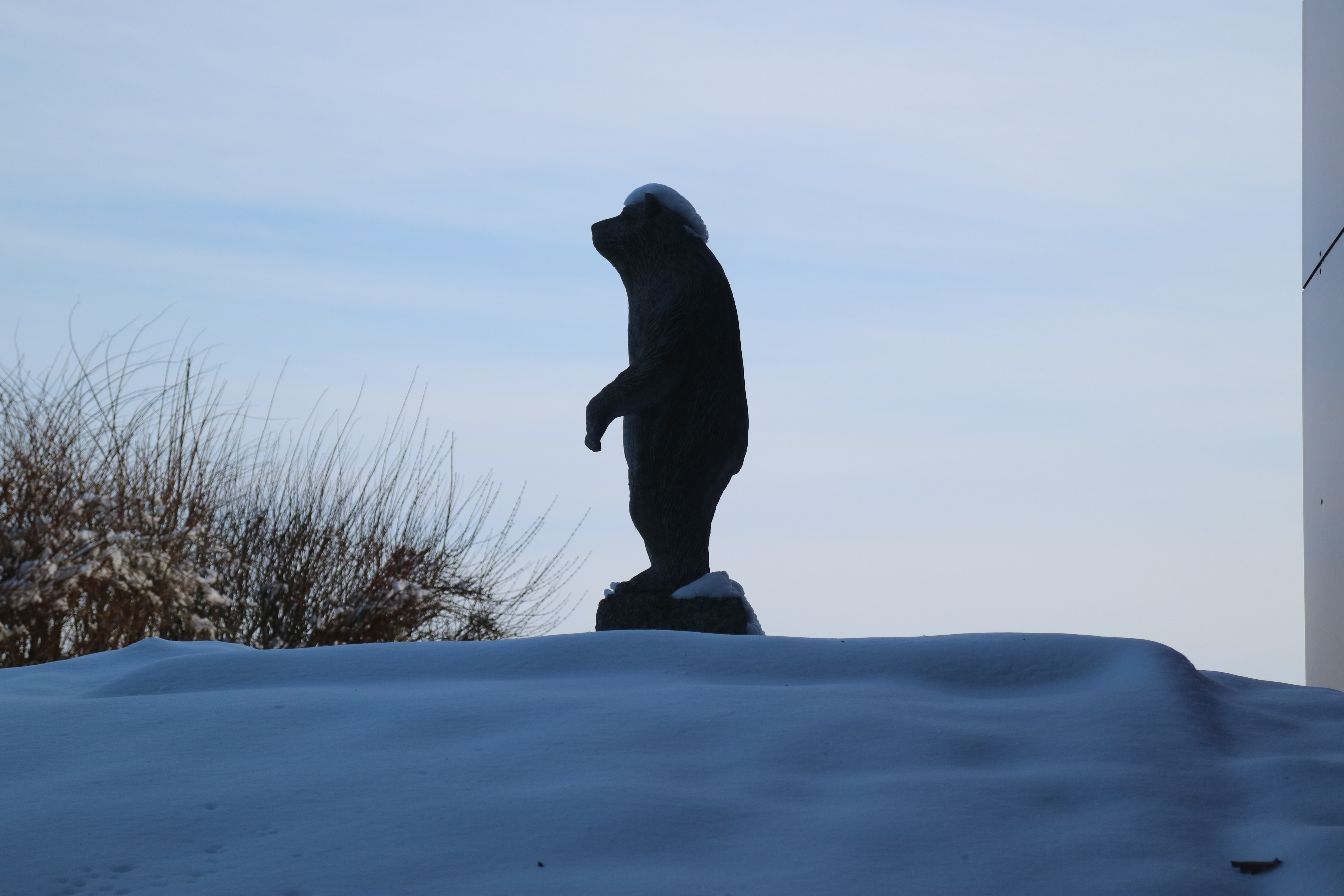
Die Skulptur „Windorfer Bärenfang“ erinnert an die Partnerschaft mit der bayerischen Gemeinde Windorf.

### Bevölkerungsentwicklung
| Jahr | Einw. |
| ---- | ----- |
| 1869 | 465   |
| 1880 | 530   |
| 1890 | 495   |
| 1900 | 473   |
| 1910 | 492   |
| 1923 | 523   |
| 1934 | 665   |
| 1939 | 654   |

| Jahr | Einw. |
| ---- | ----- |
| 1951 | 0.930 |
| 1961 | 1.306 |
| 1971 | 1.659 |
| 1981 | 1.815 |
| 1991 | 2.255 |
| 2001 | 2.759 |
| 2013 | 3.288 |
|      |       |

## Wirtschaft und Infrastruktur

### Verkehr
Pirka liegt direkt am Knoten Graz-West, an dem sich die Süd Autobahn A 2 und die Pyhrn Autobahn A 9 kreuzen. Die nächstgelegenen Anschlussstellen sind Seiersberg (188) an der Pyhrn Autobahn in etwa zwei Kilometer und Unterpremstätten (188) an der Süd Autobahn in etwa vier Kilometer Entfernung. Durch das Gemeindegebiet verläuft die Packer Straße B 70 von Graz nach Klagenfurt.
Durch Pirka führt die Graz-Köflacher Eisenbahn, jedoch befindet sich in Pirka kein Bahnhof. Nächstgelegene Bahnhöfe an dieser Strecke sind Premstätten-Tobelbad in etwa vier Kilometer Entfernung und Straßgang in circa zwei Kilometer Entfernung. Sie bieten stündliche Regionalzug-Verbindungen nach Graz und Köflach bzw. Deutschlandsberg. Der Hauptbahnhof Graz ist etwa zehn Kilometer entfernt.
Die Entfernung zum Flughafen Graz beträgt circa zehn Kilometer.

### Ansässige Unternehmen
Die Firma Omya stellt Marmorkörnungen her.

## Politik

### Gemeinderat
Der Gemeinderat bestand aus 15 Mitgliedern und setzte sich seit der Gemeinderatswahl 2010 aus Mandaten der folgenden Parteien zusammen:
- 8 SPÖ – stellte Bürgermeister und den Vizebürgermeister
- 6 ÖVP
- 1 BZÖ (nicht besetzt)[3]

### Bürgermeister
Bürgermeister war von 1991 bis Ende des Jahres 2007 Horst Göttfried (SPÖ). Am 4. Jänner 2008 wurde Heimo Hofgartner (SPÖ) zum Bürgermeister gewählt. Am 11. März 2009 wurde Andreas Grauf (SPÖ) im Gemeinderat zum neuen Bürgermeister von  Pirka gewählt, nachdem der amtierende Bürgermeister Heimo Hofgartner überraschend Ende Jänner 2009 sein Amt aus beruflichen Gründen zurücklegte.
Zuletzt bis zur Auflösung der Gemeinde am 31. Dezember 2014 war Thomas Göttfried Bürgermeister (SPÖ).

### Wappen
Die Verleihung des Gemeindewappens erfolgte mit Wirkung vom 1. März 1977.

Blasonierung (Wappenbeschreibung):
„Im grünen Schild ein silbernes Ochsenjöchl, darüber aus dem Schildrand wachsend ein schräglinks gestellter goldener Bischofsstab.“

## Persönlichkeiten

### Ehrenbürger
- 1997: Franz Prinz († 2020), Bürgermeister von Pirka 1980–1990[5]

### Söhne und Töchter der Gemeinde
- Milena Findeis (* 1957), Fotografin und Lyrikerin

### Mit der Gemeinde verbundene Persönlichkeiten
Die Renner-Buben (österreichische Flugpioniere) bewohnten die Villa der heutigen Firma Bohr in Windorf. Gegenüber ihrem ehemaligen Wohngebäude wurde eine Gasse nach ihnen „Rennerweg“ benannt.